# Юуса
Юуса (ест. Juusa), також Тага-Церкона, Тереховчино — село в Естонії, входить до складу волості Меремяе, повіту Вирумаа.